# Кулон, Жан-Мишель
Жан-Мишель Кулон (фр. Jean-Michel Coulon; 10 октября 1920, Бордо — 25 октября 2014, XVI округ Парижа) — французский художник, представитель Парижской школы, создал ряд полотен в направлении абстрактного импрессионизма. Знаменит тем, что, хранил свои работы — более 600 картин — практически в полном секрете на протяжении все своей жизни. Выставки художника проходили в Париже в галерее Жанны Бушер в 1949 и 1950 годах и в Брюсселе в 1971 году.
Будучи хорошо представленным в художественном движении 1940-х и 1950-х годов, был знаком с Николасом де Сталем, Сержем Поляковым, Андреем Ланским, Марией Еленой Виейрой да Силвой, Пабло Пикассо, Оливье Дебре. После 1950-х постепенно самоизолировался с художественной сцены продолжая создавать полотна.

## Биография
Родился в 1920 году в Бордо, Франция.
В 1930-е годы учился в лицее «Янсон-де-Сейли», затем на подготовительных классах к Французской большой школе в лицее Анри-IV в Париже. Много ездил в Германию. После окончания школы познакомился со своим другом и будущим зятем Оливье Дебре, много путешествовал на грузовых судах вдоль Атлантического и Средиземного берегов Африки. Являлся свидетелем роста фашистской идеологии: он видит Гитлера в Берлине, а затем Муссолини в Риме.
В 1940 году Жан-Мишелю Кулону было 20 лет, когда началась война. В 1943 году режим Виши ввел службу обязательных работ, поэтому он решил покинуть Париж и получил фальшивое удостоверение личности, после чего отправился в Межев во французских Альпах с Оливье Дебре. Именно в этот период оба друга решили посвятить себя живописи.
В 1944 году брат Жан-Мишеля, Жан-Реми, в 19 лет был застрелен немцами на ферме Дю-Луар (Луаре). В 1945 году вернулся в Париж и полностью сосредоточился на художественной деятельности.
В 1949 году он встретил свою будущую жену, Кэролайн Гарабедиан, американскую скрипачку, учащуюся в Парижской консерватории. Он быстро выучил английский.
Впервые выставлялся в галерее Жанны Бушер в Париже вместе с: Жоржем Браком, Пикассо, Полем Клее, Жаном Лурса, Жан-Полем Лореном, Никола де Сталем, Андреем Ланской, Марией Еленой Виейрой да Силвой, Гансом Рейхелем, Андре Бауакером, Альфредом Манесье, Арпад Сенеш и Василием Кандинским.

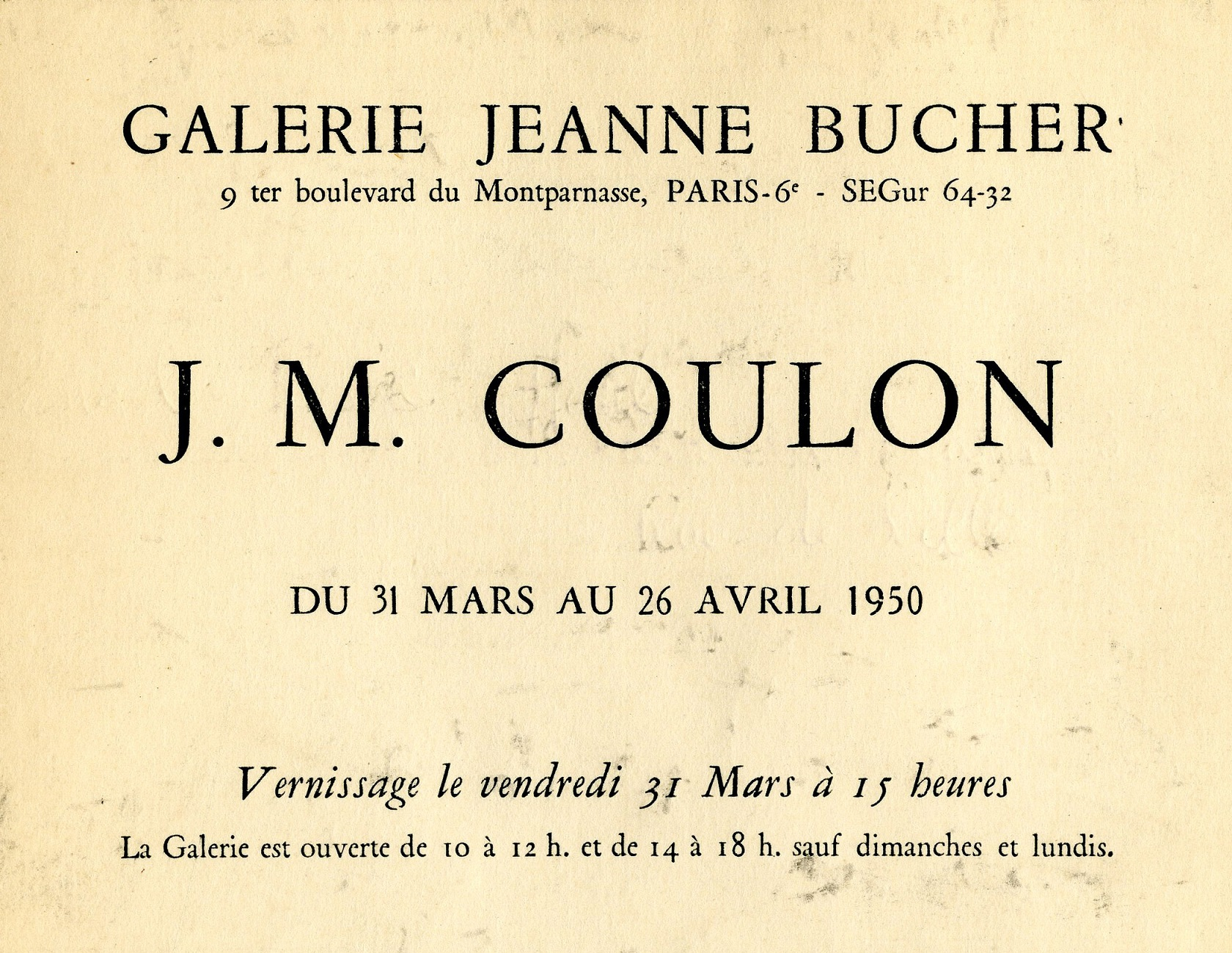
Пригласительный билет на выставку Кулона (1950)

В 1950 году провел персональную выставку в Galerie Jeanne Bucher. Гостевая книга выставки показывает подписи многих известных людей. Он принимает участие в групповой выставке в Нью-Йорке, в галерее Сидни Дженис. Провел три месяца в Доме Декарта в Амстердаме, получив стипендию от французского правительства. Он познакомился с голландскими классическими художниками и выучил голландский.
В 1952 году другой его младший брат Жан-Франсуа, 25-летний офицер военно-воздушных сил Франции, потерпел крушение на самолете во время полета в Тунис. В 1953 году женился.
В 1955 году дом и студия в Сен-Жан-де-Брайе, недалеко от Орлеана, сгорели в результате пожара. Большое количество картин художника было потеряно.
В 1956 году провел два месяца в США. Этот визит был первым из долгой серии поездок, и большим источником вдохновения для его живописи.
В 1957 году рождаются дочки-близнецы.
В 1968 он переехал в Брюссель со своей женой, которая работала в американской миссии при НАТО. Они останутся там до 1998 года. Из Брюсселя семья путешествовала по всей Европе на машине во всех направлениях, с экскурсиями по культурным и художественным достопримечательностям. Иногда он брал машину один и уезжал исследовать некоторые европейские страны, проводя ночь с местными жителями, прося людей открыть очень конфиденциальные освещенные архивы или рисунки, хранящиеся вдали от света.

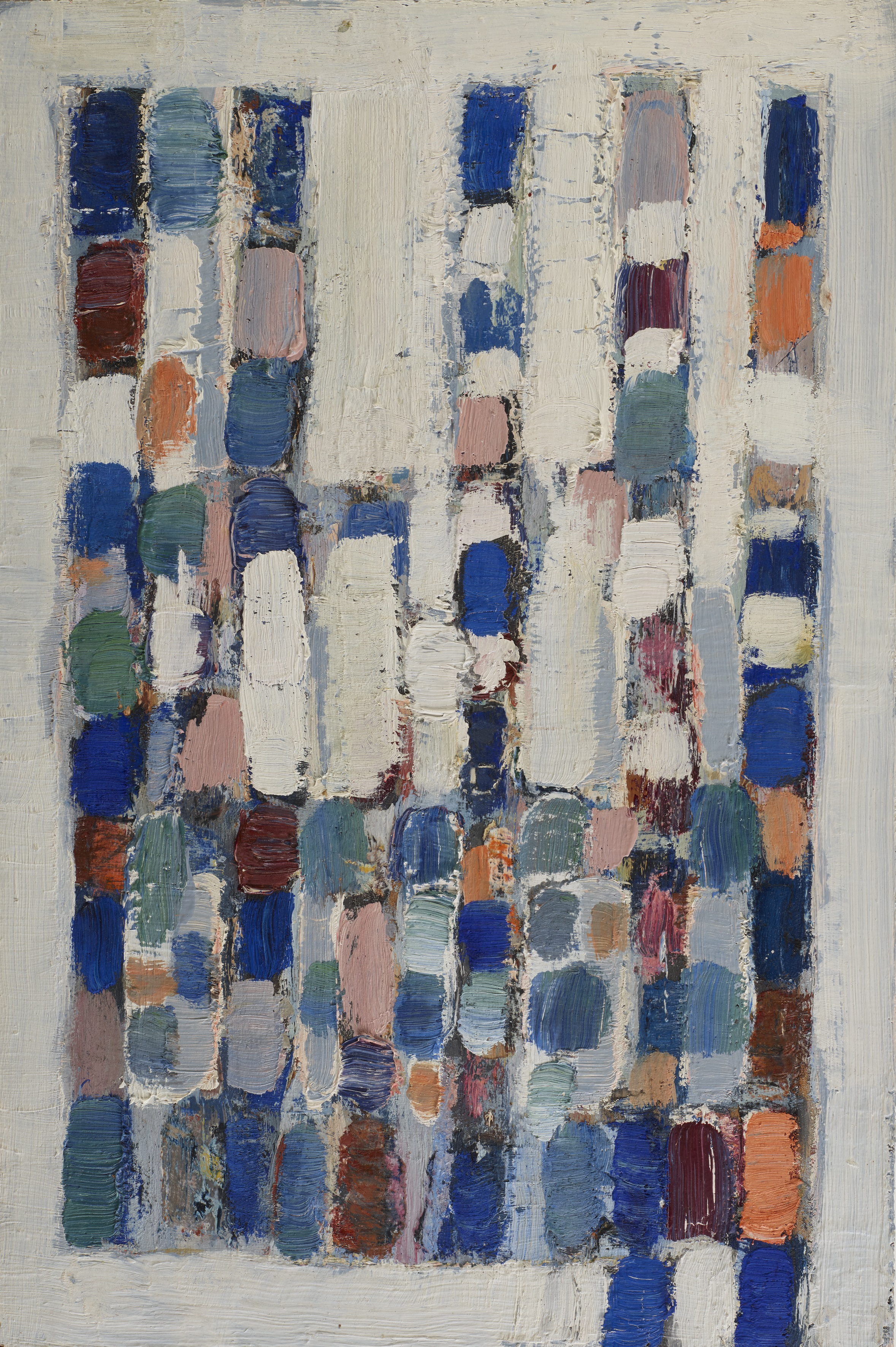
Композиция Жана-Мишеля Кулона, 1960-е

В 1971 году его выставка в Брюсселе в галерее Regency, организованной Мишелем Вокаером, имела большой успех. Восемнадцать картин были проданы.
В 1999 году вернулся в Париж. Однако не возобновил тесных контактов с парижскими галереями, продолжая писать свои картины в своей студии.
В 2012 году здоровье ухудшилось, и после длительного пребывания в больнице он был прикован к инвалидной коляске. Возвращаться в студию и обратно было уже невозможно, поэтому она оставалась нетронутой до самой смерти. Он создает коллажи в своей квартире на листах тяжелой рисовальной бумаги. Его дух оставался разумным и живым до конца, он работал до самых последних дней, все еще с теплыми и яркими красками.
25 октября 2014 года Жан-Мишель Кулон скончался в возрасте 94 лет. Он похоронен в Сен-Жорж-де-Дидонне.

## Описание работы
Жан-Мишель Кулон рисовал в величайшей секретности вплоть до своей смерти в конце 2014 года; он никого не пускал в свою мастерскую и никогда не показывал свои картины, даже своим родственникам.
Более 600 картин были обнаружены на следующий день после его смерти в его мастерской.
В связи с недавним открытием и отсутствием художественных отзывов, оставленных художником, общее видение работы Жан-Мишеля Кулона рассматривается и подлежат обсуждению.
Основные моменты размышления касаются, в частности:
- Положение Жана-Мишеля Кулона в истории искусства XX века и сравнение его с художниками, с которыми он был близок после Второй мировой войны (Никола де Сталь, Мария Элена Виейра да Силва, Андрей Ланской и Оливье Дебре и др.) ,
- Эволюция его стиля (формы, цвета, материал) в течение 70 лет его жизни как художника,
- Влияние драмы его жизни на его художественный выбор, включая смерть двух его братьев в 1944 и 1952 годах, пожар в его доме и потеря некоторых его работ в 1955 году,
- Секретность, которая окружала его художественный подход,
- Возможность найти ключ к пониманию своей работы в письмах, которые он написал во время своих поездок, особенно в США и Италию.

Историк искусства Лидия Харамбург предложила некоторые ответы в первой монографии посвященной творчеству Жана-Мишеля Кулона, опубликованной в июне 2018 года.

## Выставки
- 1949 : Групповая выставка в галерее Жанны Бушер в Париже
- 1950 : Выставка в галерее Жанны Бушер в Париже
- 1950 : Групповая выставка под названием «Молодые художники из США и Франции» в галерее Сидни Яни в Нью-Йорке с участием Никола де Стэля, Марка Ротко, Фернана Леже, Андрея Ланского, Пьера Сулажа, Жана Дюбуффе, Джексона Поллока и других.
- 1971 : Выставка в галерее Régence в Брюсселе
- 2018 : Жан-Мишель Кулон в галерее Дутко, Париж. Франция
- 2019 : Жан-Мишель Кулон: жизнь для живописи > Дом искусств Шатийона, Шатийон. Франция2019 : Жан-Мишель Кулон, 70 лет живописи > Галерея Laurentin, Брюссель. Бельгия
- 2019 : Групповая выставка A Century of Collage в галерее Rosenberg & Co, Нью-Йорк, США
- 2020 : Групповая выставка Couleur-Lumière в Galerie 50, Лазурный берег, Франция
- 2021 : Групповая выставка Summer Show в Galerie Dutko, Париж, Франция
- 2021 : Групповая выставка Quatre Peintres Abstraits de l'Après-Guerre, galerie Luz 26, Сен-Жан-де-Люз, Франция
- 2021 : Групповая выставка Petits Formats в Galerie 50, Ла Кадьер д'Азур, Франция
- 2021 : Групповая выставка Collages des Années 50 aux Années 2000, galerie Luz 26, Сен-Жан-де-Люз, Франция
- 2022: Персональная выставка, Galerie 50, Лазурный берег, Франция
- 2023 : Групповая выставка « Коллажи», галерея Luz 26, Сен-Жан-де-Люз, Франция
- 2023 : Групповая выставка La Seconde Ecole de Paris, galerie Luz 26, Сен-Жан-де-Люз, Франция
- 2023 : Групповая выставка Fine Art la Biennale (FAB) - Париж, Франция, галерея Франсуазы Ливинек
- 2024 : Жан-Мишель Кулон, обращение к свету, Музей протестантизма, реформы и лаицизма, Феррьер, Тарн, Франция

## Галерея

Compositions by Jean-Michel Coulon
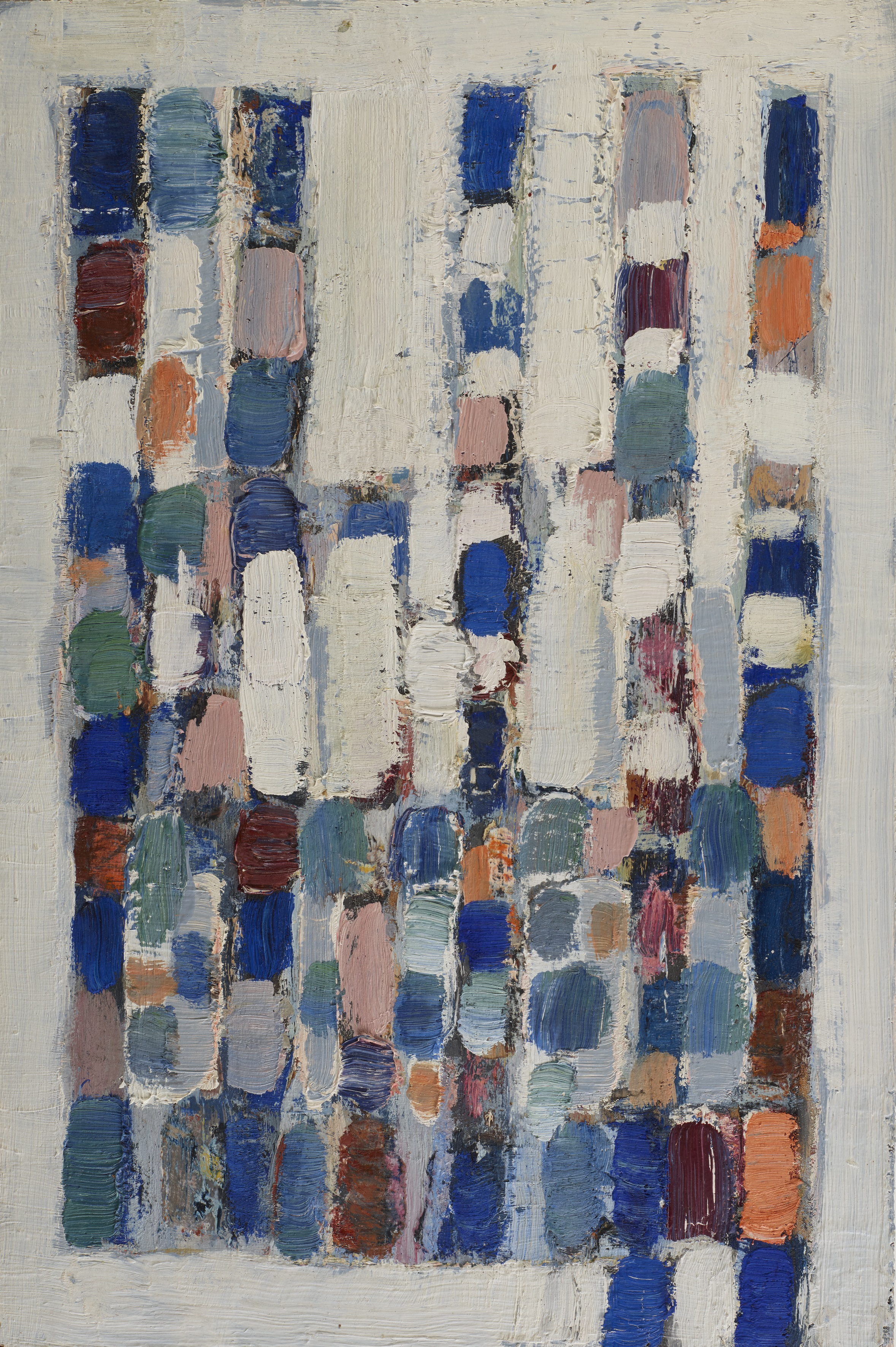
«Композиция» Жан-Мишеля Кулона, 1960-е гг.
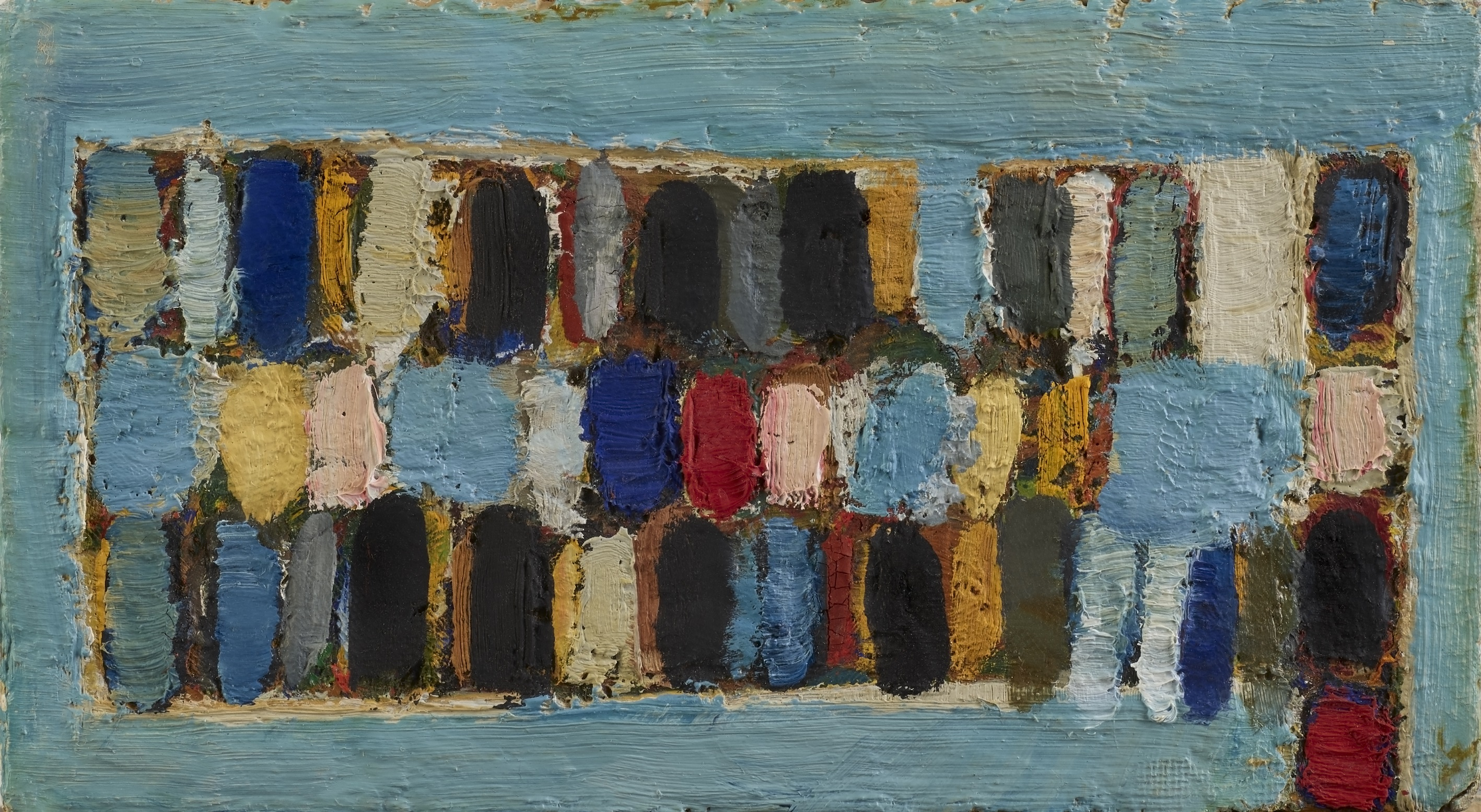
«Композиция» Жан-Мишеля Кулона, 1970-е годы.
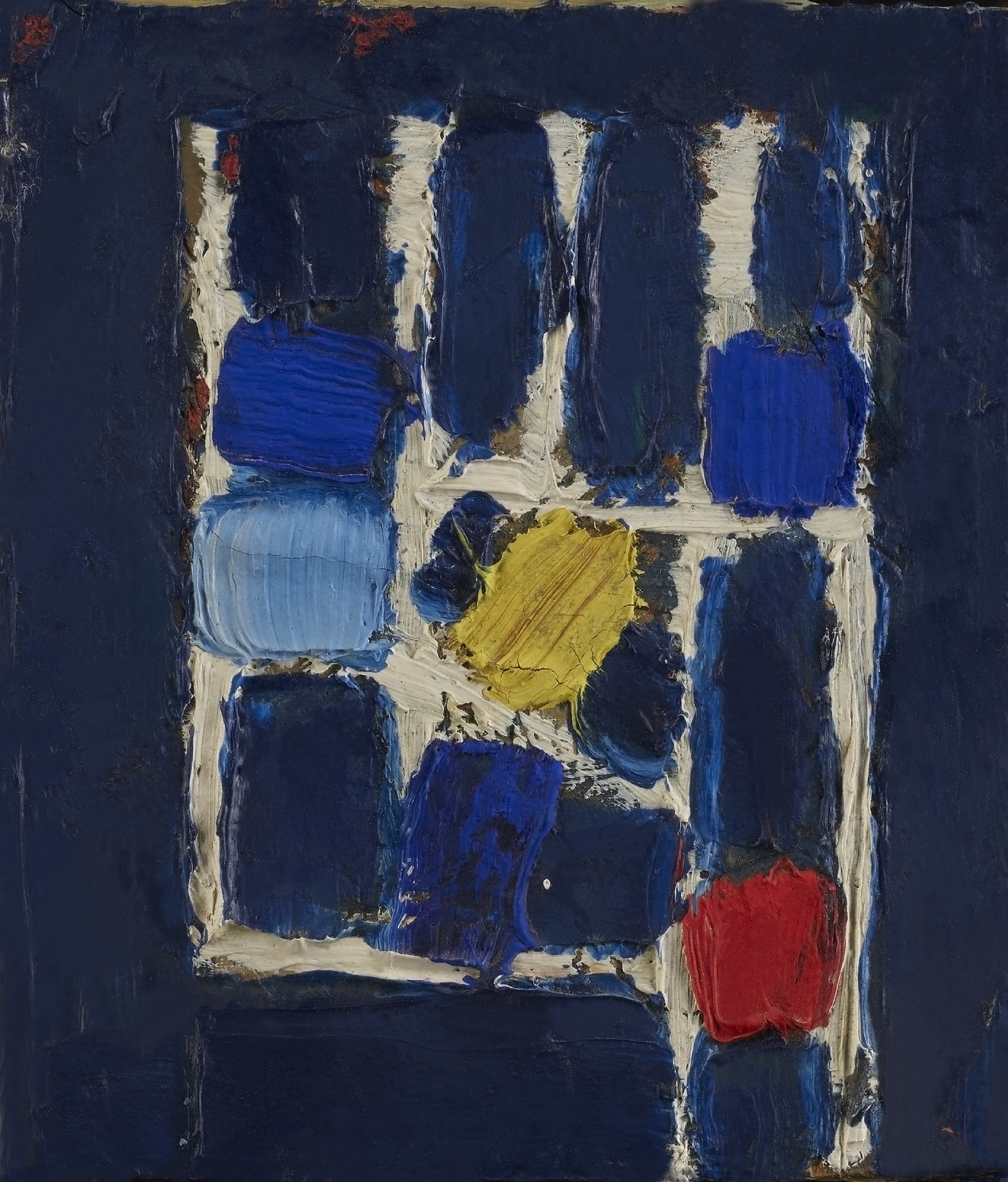
«Композиция» Жан-Мишеля Кулона, 1970-е годы.
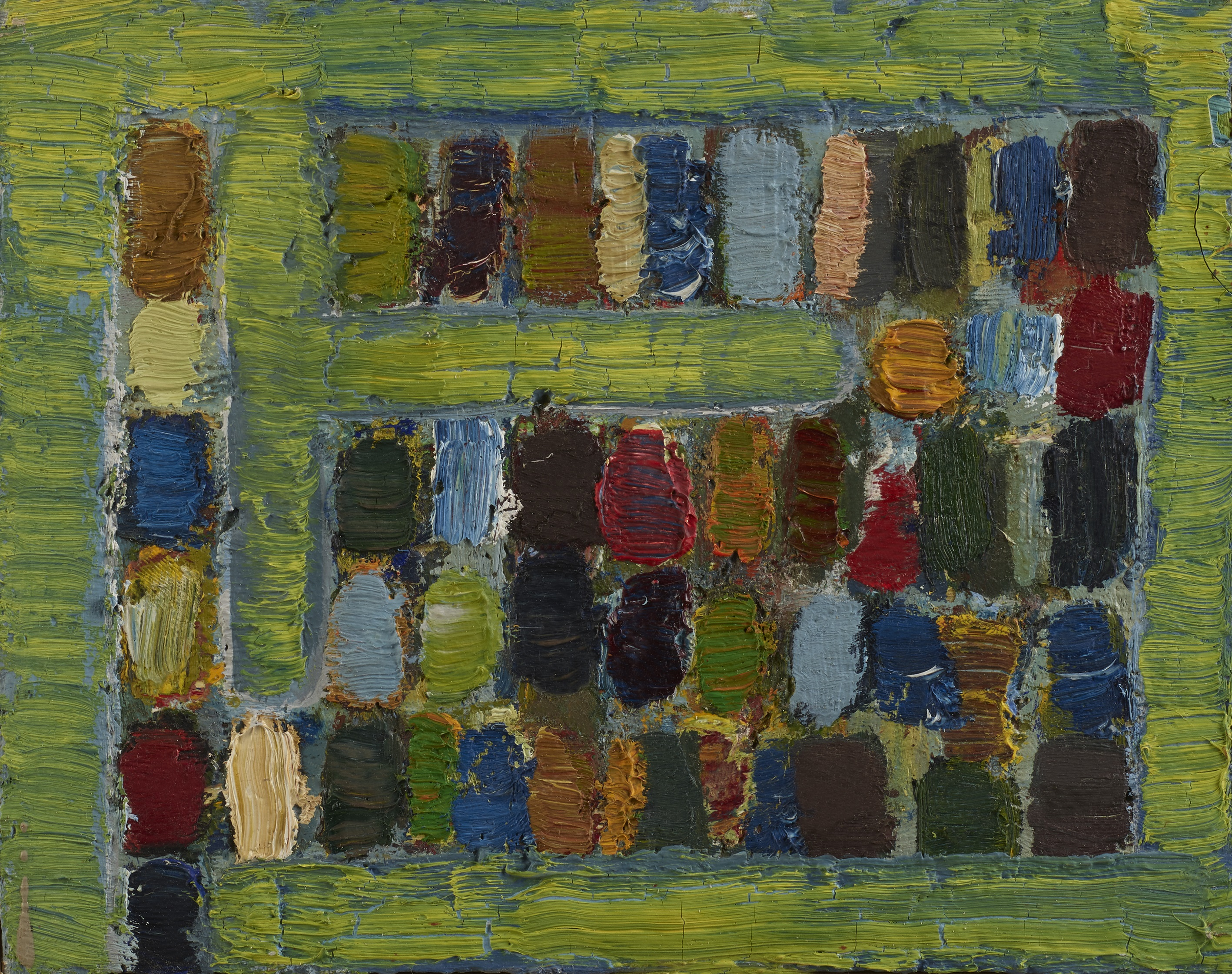
«Композиция» Жан-Мишеля Кулона, 1970-е годы.
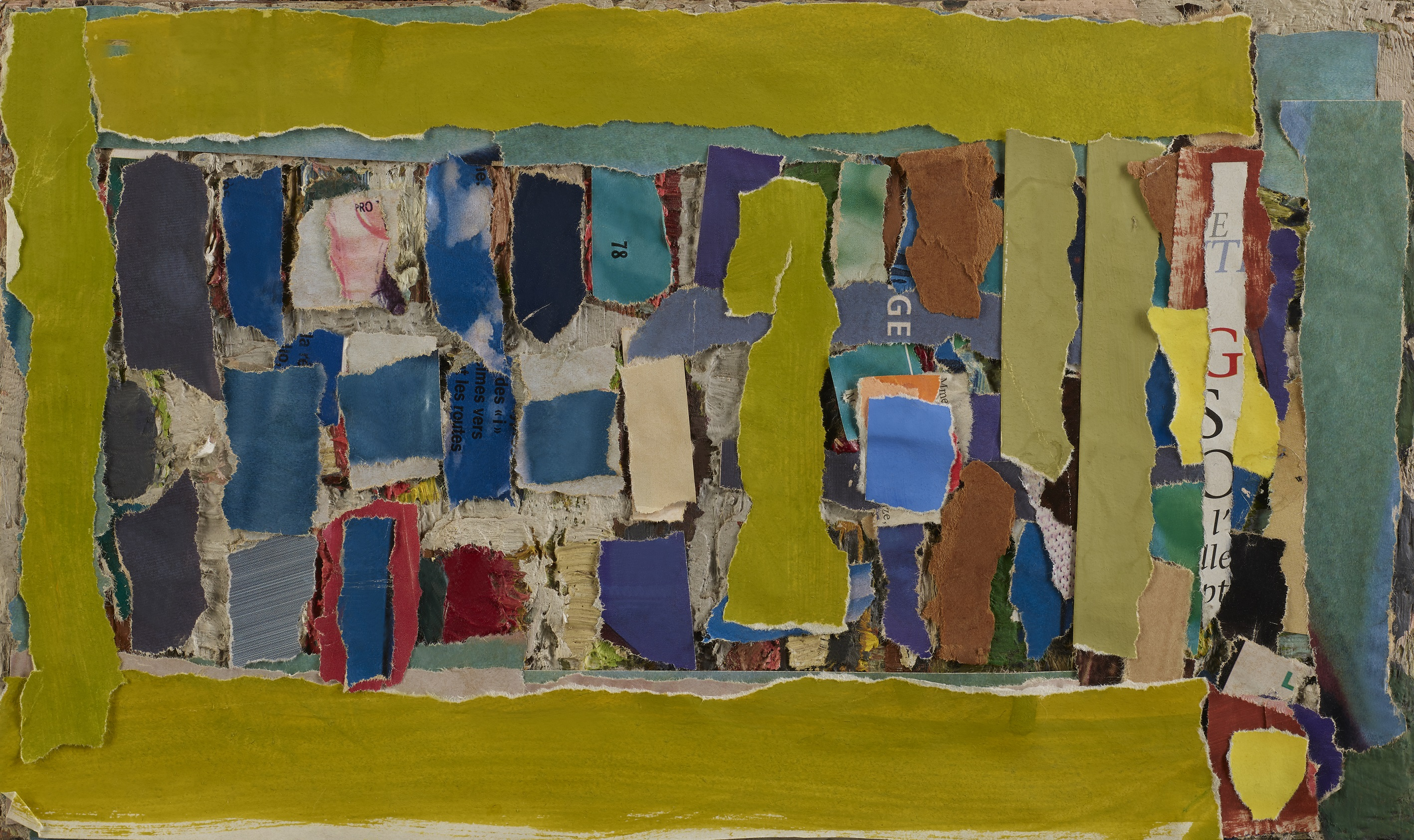
«Коллаж» Жана-Мишеля Кулона, 2000-е